# Atentado a la embajada de Rusia en Kabul de 2022
El atentado a la embajada de Rusia en Kabul ocurrió el 5 de septiembre de 2022, como un ataque suicida aparentemente de un fiel del grupo terrorista Estado Islámico del Gran Jorasán. El ataque dejó como saldo entre ocho a diez muertos y aproximadamente 15 a 20 heridos.

## Ataque
El ataque se llevó a cabo alrededor de las 10:50 a. m., cuando una multitud de personas se reunía para solicitar visas para viajar a Rusia. La policía de Kabul dijo que el terrorista había muerto a tiros en el contraataque de las fuerzas de seguridad, pero sus bombas explotaron después de su muerte. 

## Víctimas
El ataque terrorista mató al menos a ocho personas según Al Jazeera pero RIA Novosti informó que al menos diez habían muerto. Dos de los muertos eran empleados de la embajada, incluido un guardia de seguridad anónimo y un secretario, Mikhail Shah. La policía dijo que dos empleados y al menos cuatro civiles afganos murieron.
Un número incierto de personas resultaron heridas en el bombardeo. RIA Novosti informó de 15 a 20 heridos.

## Reacciones y autoría
El Ministro de Relaciones Exteriores de Rusia, Serguéi Lavrov, condenó el ataque y guardó un momento de silencio por las víctimas. Según Reuters y Gazeta.Ru, el grupo Estado Islámico del Gran Jorasán se atribuyó la responsabilidad del ataque a través de Telegram.